# Dejan Sinadinović
Dejan Sinadinović (Beograd, 20. jun 1967) je srpski pijanista, profesor na Fakultetu muzičke umetnosti u Beogradu i Akademiji lepih umetnosti u Beogradu. Predsednik je Evropske asocijacije klavirskih pedagoga i član Saveta za novo mišljenje u Srbiji koje je 2005. godine osnovao Edvard de Bono.
Studirao je na Fakultetu muzičke umetnosti u Beogradu, u klasi profesora Arbo Valdme i Jasmine Gavrilović i na Konzervatorijumu P. I. Čajkovski u Moskvi u klasi profesorke Eliso Virsaladze. 
Dobitnik je nagrade Emil Hajek 1982. goine za interpretaciju Bramsovog koncerta Op. 83, kao i nagrade Francuskog pianističkog instituta za najboljeg instrumentalistu 1997.
Tokom sezone 2005/06 nastupao je u Sankt Peterburgu, engleskim gradovima Mančester, Vuster, Stou i Leominster, u Danskoj, u Nemačkoj u okviru “ Internacionalne pijanističke nedelje" (International Piano Week) festivala u Nekargemundu, zatim u Augsburgu, Oberkihenu i Hajdelbergu i na festivalu u Brandenburgu (Havelländische Musikfestspiele ), u Firenci na festivalu "Pianorama", Barseloni i Đironi kao i na Internacionalnom muzičkom festivalu na Kipru (Bellapais International Music Festival).
Deluje kao umetnički direktor ansambla "New moment" sa kojim je nastupao kao pijanista i dirigent.

## Spoljašnje veze
- www.pianosociety.com
- www.concertartist.info
- www.musiciansgallery.com